# Mallasvesi
El lago Mallasvesi es un lago de tamaño mediano en el país europeo de Finlandia. El lago es parte de la cuenca del Kokemäenjoki y se encuentra en los municipios de Pälkäne y Valkeakoski en la región de Pirkanmaa. Es una parte de una cadena de lagos que se inicia a partir de los lagos Lummene, Vehkajärvi y Vesijako, en la divisoria de aguas entre las cuencas de los ríos Kokemäenjoki y Kymijoki y fluye hacia el oeste a través de los lagos Kukkia, Iso-Roine, Hauhonselkä y Ilmoilanselkä. 
Se encuentra a una altitud de 84,2 metros sobre el nivel del mar, con un volumen de 0,384 km³, una profundidad máxima de 32,89 m, y una profundidad media de 6,84 m, con un área de captación o cuenca de 4.450 km².